# O-GlcNAc

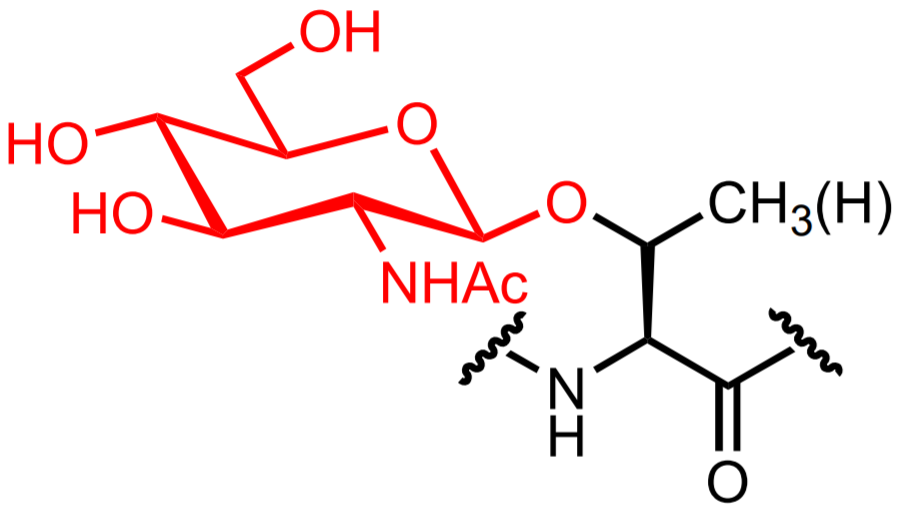
O-GlcNAcはセリン・スレオニン残基にみられる翻訳後修飾であり、側鎖のヒドロキシル基とN-アセチルグルコサミンの間のβ-グリコシド結合によって定義される。GlcNAc部分が赤で示されている。

O-GlcNAc（O-結合型GlcNAc、O-結合型 N-アセチルグルコサミン）は、核や細胞質のタンパク質のセリン・スレオニン残基にみられる可逆的な翻訳後修飾である。この修飾は、セリンまたはスレオニン側鎖のヒドロキシル基とN-アセチルグルコサミン（GlcNAc）の間のβ-グリコシド結合によって特徴づけられる。O-GlcNAcは、(i) 伸長してより複雑な多糖構造を形成することがない、(ii) 膜タンパク質や分泌タンパク質ではなく核や細胞質のタンパク質に主に存在する、(iii) 高度に動的な修飾であり、迅速なターンオーバーが生じる、という点で他のグリコシル化修飾とは異なっている。O-GlcNAc修飾は、後生動物の間で保存されている。

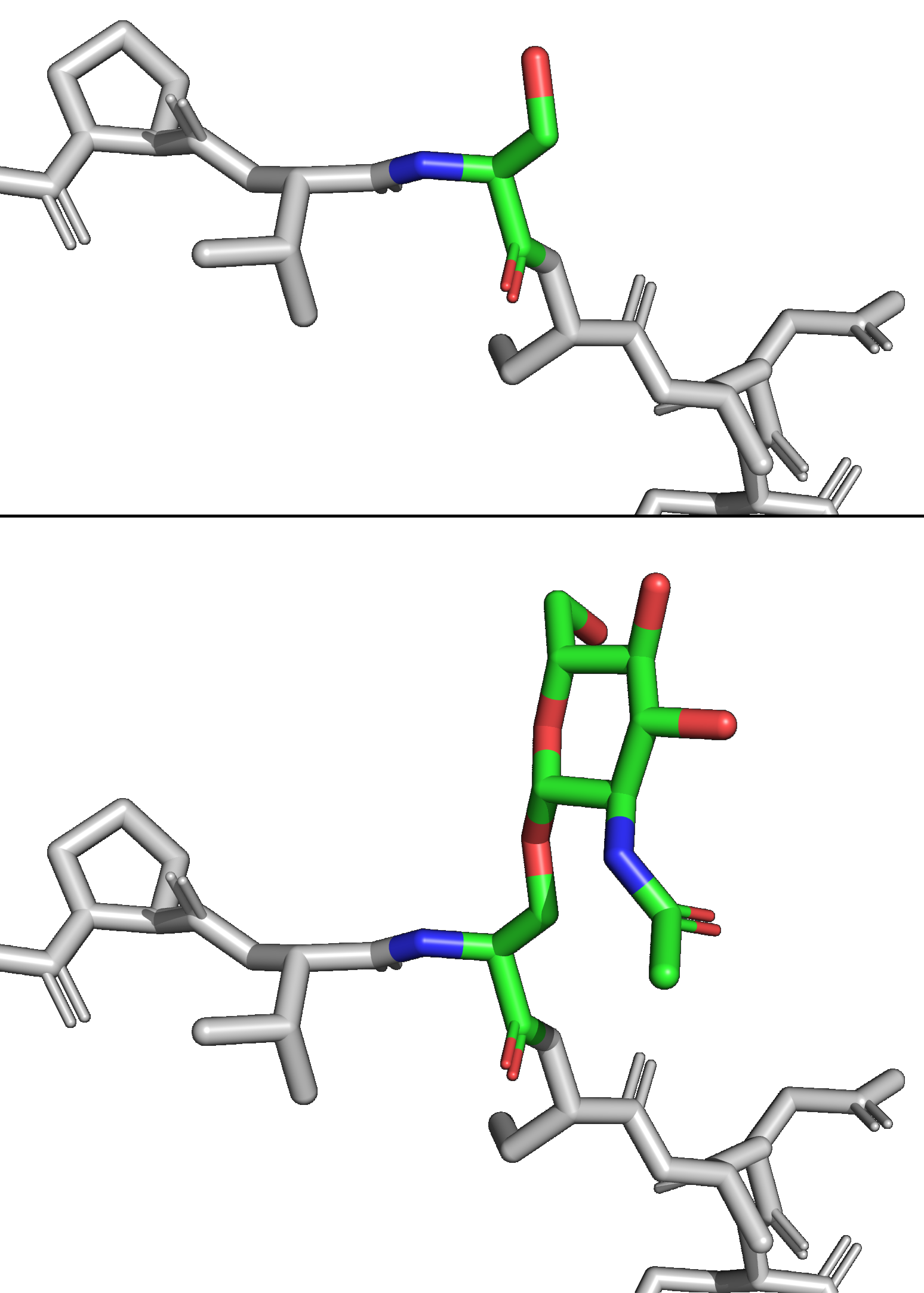
ポリペプチド中の未修飾のセリン（上）とO-GlcNAc修飾がなされたセリン（下）、。

O-GlcNAc化は、非常に動的である、セリンやスレオニンに存在する、といったいくつかの点でタンパク質のリン酸化と類似している。リン酸化の場合にはヒトではおよそ500種類のキナーゼと150種類のホスファターゼによって調節されているのに対し、O-GlcNAcを調節しているのは、O-GlcNAcの付加を担うO-GlcNAc転移酵素（OGT）と除去を担うO-GlcNAcアーゼ（OGA）の2つの酵素のみである。OGTはUDP-GlcNAcを糖供与体として利用して糖の転移を行う。
この翻訳後修飾は1984年に初めて報告されて以降、5000種類以上のタンパク質に同定されている。O-GlcNAc化は、セリン/スレオニンのリン酸化とのクロストーク、タンパク質間相互作用の調節、タンパク質構造や酵素活性の変化、細胞内局在の変化、タンパク質の安定性や分解の調節など、多くの役割が報告されている。O-GlcNAc修飾は細胞の転写装置の多くの構成要素に同定されており、O-GlcNAc化、転写、エピジェネティクスを関連づける多くの研究報告がなされている。他にもアポトーシス、細胞周期、ストレス応答など多くの細胞過程がO-GlcNAcの影響を受ける。UDP-GlcNAcは、アミノ酸、炭水化物、脂肪酸、ヌクレオチドの代謝が統合されるヘキソサミン生合成経路の最終産物であるため、O-GlcNAcはいわば「栄養センサー」として機能し、細胞の代謝状態に応答して変化することが示唆されている。O-GlcNAcの調節異常は、アルツハイマー病、がん、糖尿病、神経変性疾患など多くの病理と関係していることが示唆されている。

## 発見

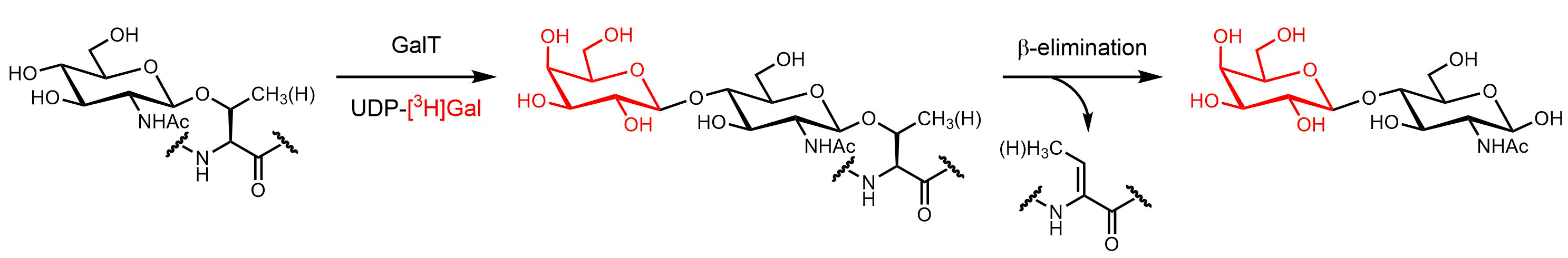
GalTを用いたUDP-[^{3}H]ガラクトースによる放射線標識とその後のβ脱離によってGalβ1-4GlcNAcitolが生じることから、O-GlcNAcがGalTの反応基質となっていたことが示唆される。放射線標識[^{3}H]ガラクトースが赤で示されている。

1984年Gerald W. Hartの研究室は、糖鎖末端のGlcNAc残基に対して反応するウシ乳汁β-1,4-ガラクトシルトランスフェラーゼ（GalT）を利用したUDP-[3H]ガラクトースによる放射線標識によって、胸腺細胞やリンパ球表面のGlcNAcの調査を行った。標識タンパク質からβ脱離が生じることから[3H]ガラクトースの大部分はO-グリコシド結合を介してタンパク質と結合していたことが示され、またβ脱離産物のクロマトグラフィー解析によって主産物はGalβ1-4GlcNAcitolであることが示されたことで、タンパク質のO-GlcNAc化修飾の存在が明らかにされた。PNGase F処理非感受性もまた、O-GlcNAc修飾の存在を支持した。放射線標識に先立って界面活性剤による細胞の透過処理を行うことでGalβ1-4GlcNAcitolへ組み込まれる[3H]ガラクトースの量は大幅に増加し、このことからO-GlcNAc化タンパク質の大部分は細胞内に存在することが結論づけられた。

## 機構

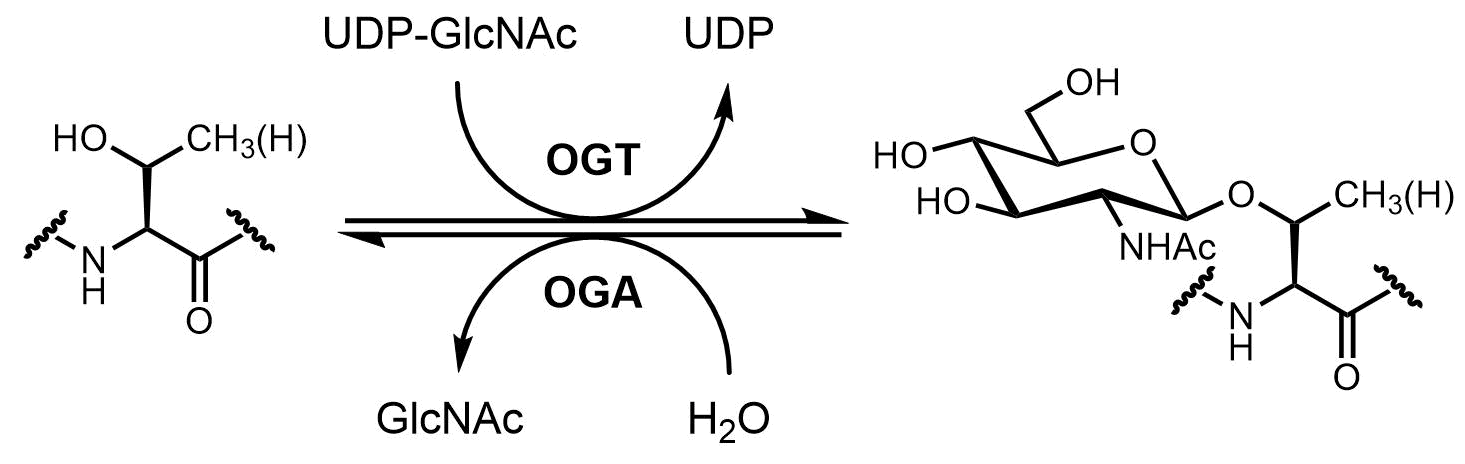
セリン・スレオニン残基のO-GlcNAc化は、OGTとOGAによって動的に制御されている。

一般的にO-GlcNAcは動的な修飾であり、さまざまなタンパク質でオンとオフが繰り返されているが、一部の残基では恒常的なO-GlcNAc修飾がなされていると考えられている。O-GlcNAcはOGTによって逐次BiBi機構で付加される。OGTはまず糖供与体UDP-GlcNAcを結合し、その後基質タンパク質に結合することでO-GlcNAc修飾を行う。O-GlcNAc修飾はOGAによって隣接基関与効果を伴う加水分解機構を介して除去され、未修飾のタンパク質とGlcNAcが生じる。OGTとOGAの双方に関して結晶構造が報告されているが、これらの基質認識機構は完全には解明されていない。N-結合型グリコシル化は特定のコンセンサス配列（Asn-X-Ser/Thr、Xはプロリン以外の任意のアミノ酸）に対して行われるのに対し、O-GlcNAc化に関しては明確なコンセンサス配列は同定されていない。したがってO-GlcNAc修飾部位の予測は困難であり、修飾部位の同定には一般的には質量分析を必要とする。OGTに関しては、基質認識は、OGTの超らせん型TPRドメインの内側のアスパラギン酸やアスパラギンのラダーモチーフ、活性部位の残基、アダプタータンパク質などいくつかの因子によって調節されていることが示されている。OGTの結晶構造は、基質は伸びたコンフォメーションをとる必要があることを示しており、構造的に柔軟な基質に対する選択性を有することが提唱されている。さまざまな基質に対するOGTやOGAの活性を測定するin vitroでの速度論的実験では、OGTの速度論的パラメータはタンパク質によって多様であるのに対し、OGAのパラメータは比較的一定であることが示された。この結果は、O-GlcNAcの調節において主導的役割を担っているのはOGTであり、OGAは修飾タンパク質の種類ではなく、O-GlcNAcの存在によって主に基質認識を行っていることを示唆している。

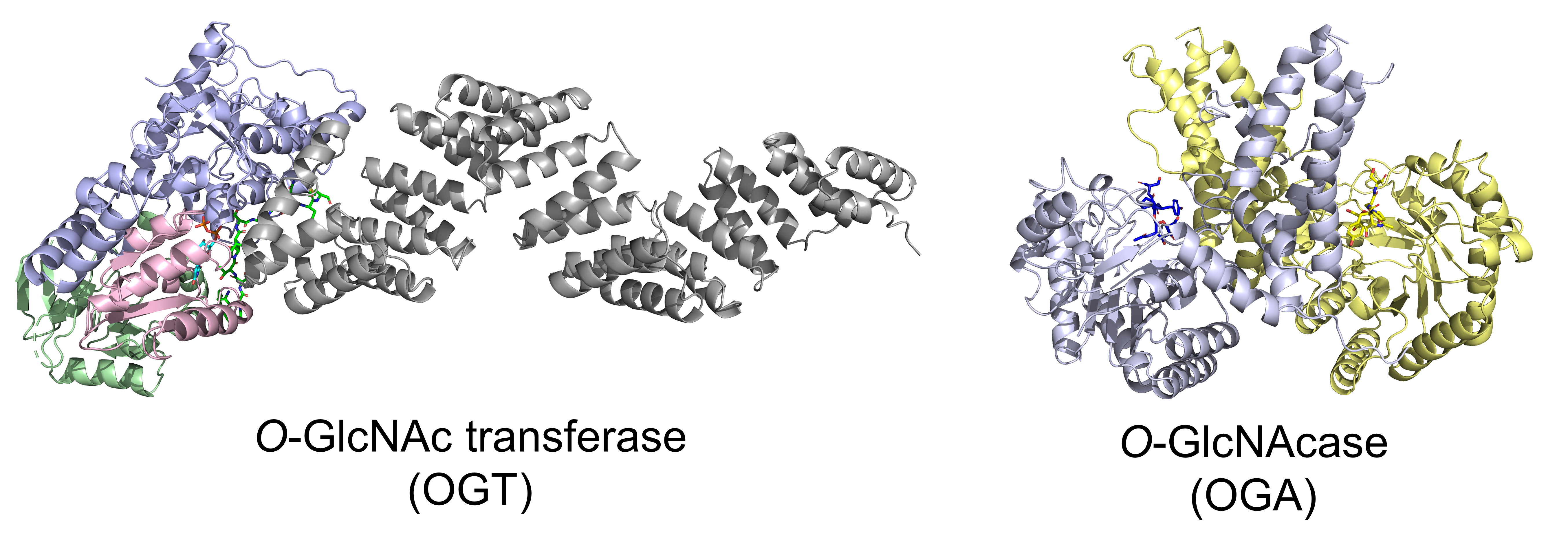
左: CKIIペプチド、UDPと複合体を形成したncOGT全長の分子モデル。TPRドメイン（灰）、触媒ドメインのN末端領域（ピンク）、intervening domain（薄緑）、触媒ドメインのC末端領域（青）、CKIIペプチド（緑）、UDP（シアン）。右: O-GlcNAc化TAB1ペプチドと複合体を形成したヒトOGA D175N二量体構造。各単量体は薄青と薄黄色、結合したペプチドは青と黄色で示されている。

## 検出と特性解析
O-GlcNAcの検出や修飾残基の特定にはいくつかの手法が存在する。

### レクチン
植物のレクチンである小麦胚芽凝集素は末端に位置するGlcNAc残基を認識することができ、そのためO-GlcNAcの検出に利用されることが多い。このレクチンは、O-GlcNAc構造を持つ成分を濃縮し検出するためのレクチンアフィニティークロマトグラフィーに利用されている。

### 抗体
修飾されているタンパク質の種類とほぼ無関係にO-GlcNAc修飾を認識するpan-O-GlcNAc抗体も広く利用されている。こうした抗体には、O-GlcNAc化核膜孔複合体タンパク質に対するIgG抗体として得られたRL2や、1か所のセリン-O-GlcNAc修飾を有するペプチドを免疫原として得られたIgM抗体であるCTD110.6などがある。他のO-GlcNAc特異的抗体も報告されているが、修飾タンパク質の種類に対して若干の依存性を有するものもある。

### 代謝標識
O-GlcNAcの同定を目的とした代謝型ケミカルレポーターは数多く開発されている。こうしたレポーターは一般的には糖アナログであり、新たな反応性を付与するための官能基が付加されている。一例として、Ac4GlcNAzは細胞透過性の過アセチル化アジド（Az）糖であり、細胞内でエステラーゼによってGlcNAzへ脱エステル化され、ヘキソサミンサルベージ経路によってUDP-GlcNAzへ変換される。UDP-GlcNAzはOGTによって糖供与体として利用され、O-GlcNAz修飾が施される。その後、アジド糖の存在はアルキン含有生体直交化学プローブによるアジド-アルキン環化付加反応によって可視化される。こうしたプローブには、FLAGペプチド、ビオチン、色素分子といった容易に同定可能なタグを組み込むことができる。また、O-GlcNAcのストイキオメトリーの測定にはPEGベースのマスタグも利用される。5 kDaのPEG分子が結合することで修飾タンパク質の分子量はシフトするが、より高度にO-GlcNAc化がなされたタンパク質では複数のPEG分子が結合することでゲル電気泳動における泳動度はより大きく変化する。（一般的には2位または6位に）アジドやアルキンを含有する他の種類のケミカルレポーターも報告されている。細胞内ではUDP-ガラクトース-4-エピメラーゼの作用によってUDP-GalNAcとUDP-GlcNAcは平衡状態にあるため、GlcNAcアナログの代わりにGalNAcアナログが用いられることもある。Ac4GalNAz処理はAc4GlcNAzよりもO-GlcNAc標識効率が高いことが知られているが、これはおそらくAc4GlcNAz代謝のボトルネックとなっているUDP-GlcNAcピロホスホリラーゼによるGlcNAz-1-PからUDP-GlcNAzへのプロセシングを回避することができるためであると考えられている。Ac3GlcN-β-Ala-NBD-α-1-P(Ac-SATE)2は細胞内で蛍光色素標識されたUDP-GlcNAcアナログへとプロセシングされ、生細胞内でのO-GlcNAcの一段階での蛍光標識が可能であることが示されている。
代謝標識は、O-GlcNAc化タンパク質の結合パートナーの同定にも利用することができる。こうした目的では、N-アセチル基を伸長してジアジリン（DAz）を組み込んだアナログが利用される。Ac3GlcNDAz-1-P(Ac-SATE)2は、タンパク質のO-GlcNDAz修飾をもたらす。その後UV照射を行うことで、O-GlcNDaz修飾を有するタンパク質とその相互作用タンパク質との間で光架橋が形成される。
こうしたさまざまな代謝型ケミカルレポーターには、ヘキソサミン生合成経路を阻害する、OGAによって認識されずO-GlcNAcのサイクリングをとらえることができない、分泌タンパク質などO-GlcNAc化以外の糖鎖修飾に組み込まれる、といったいくつかの問題点が示されている。また、N-アセチル基にケミカルハンドルを有するレポーターは、酢酸アナログへと加水分解されてタンパク質のアセチル化に利用され、アセチル化タンパク質が標識される可能性もある。さらに、過O-アセチル化単糖はシステインと反応し、S-グリコシル化のアーティファクトが生じることも明らかにされている。この反応は脱離-付加機構で生じる。

### 化学酵素標識

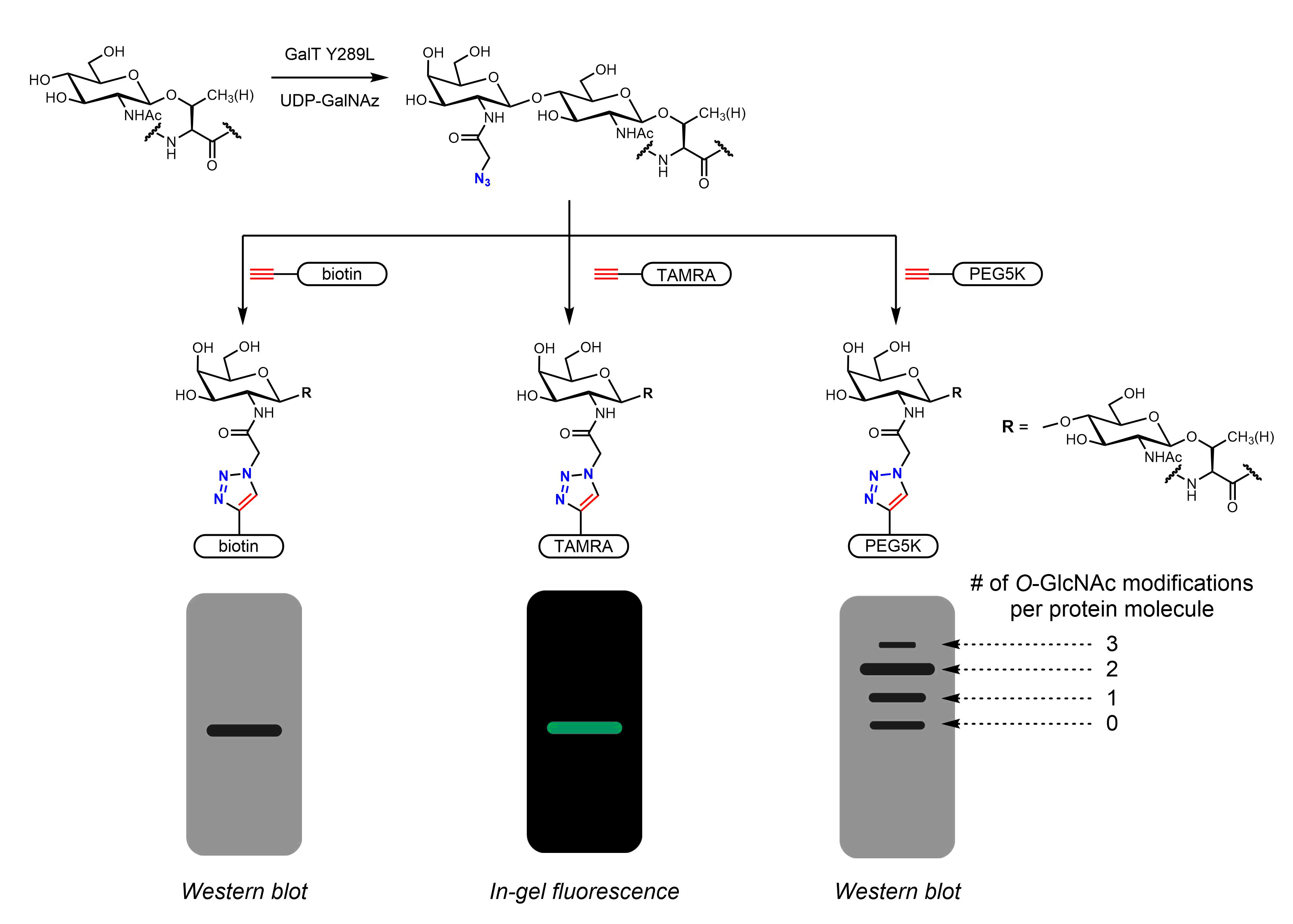
O-GlcNAcの検出のための化学酵素的標識。GalT Y289LはGalNAzをO-GlcNAcへ転移し、クリックケミストリーのためのハンドルとなる。アジド-アルキン環化付加によってさまざまなプローブを結合させることができる。PEG5KマスタグはO-GlcNAcのストイキオメトリーを明らかにすることができる。

化学酵素標識は、クリックケミストリーのハンドルを組み込むための代替的戦略となる。Linda Hsieh-Wilsonのグループによって開発され、その後Invitrogenから市販されたClick-IT O-GlcNAc Enzymatic Labeling Systemは、O-GlcNAcへGalNAzを転移することができるGalT Y289L変異体酵素を利用したシステムである。GalNAzの存在（すなわちO-GlcNAcの存在）は、ビオチン、色素分子、PEGといった容易に同定可能なタグを付加したアルキン含有プローブを用いて検出することができる。

### FRET

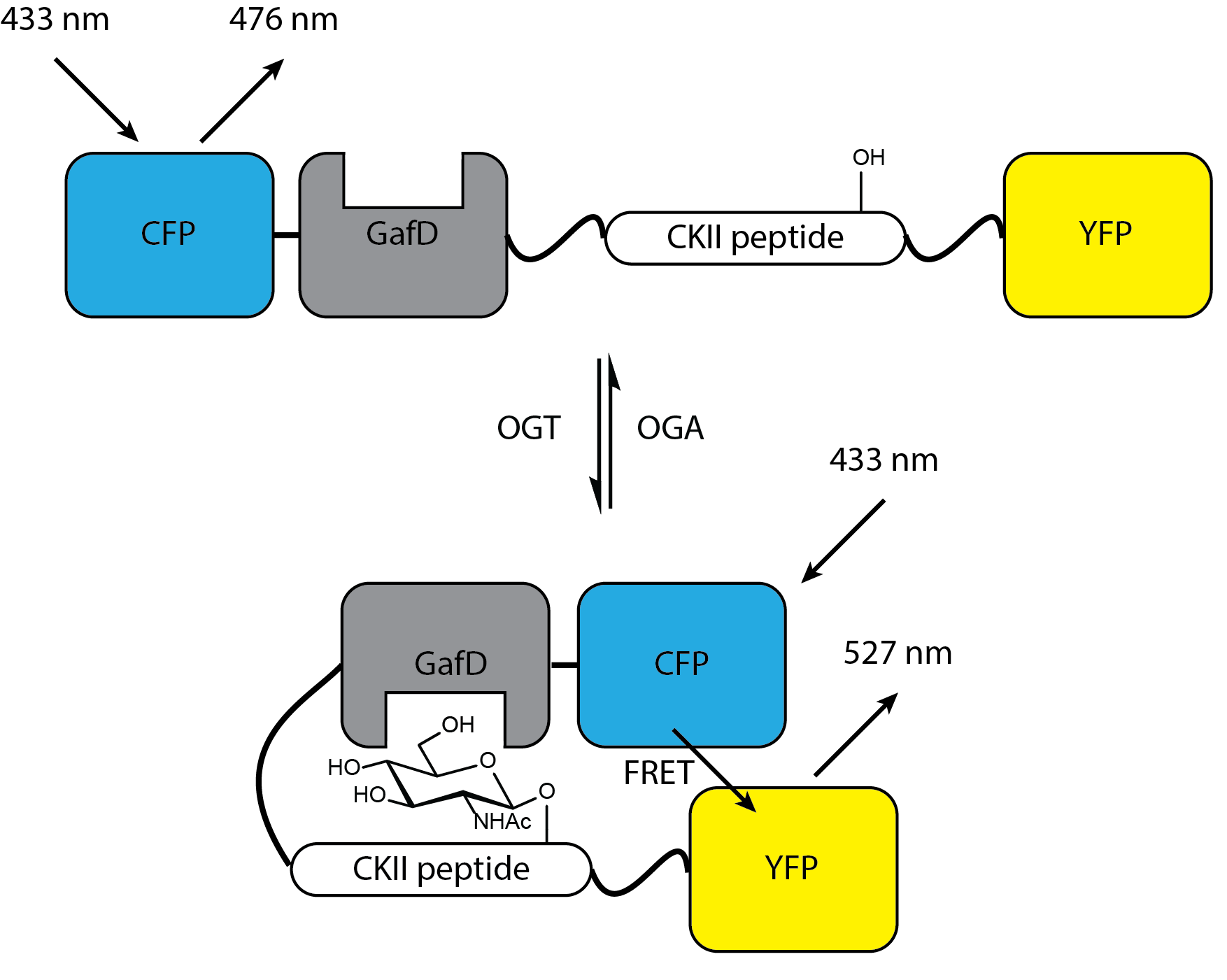
O-GlcNAc化検出のためのFRETバイオセンサー。高O-GlcNAc化条件下ではGafDがCKIIペプチドに付加されたO-GlcNAcに結合し、CFPとYFPが近接することでFRETが生じる。局在化配列を付加することで、このセンサーをさまざまな細胞区画（核、細胞質、細胞膜など）へ局在させることができる。

FRETを用いてO-GlcNAc化の変化を検出することができる、改変タンパク質を用いたバイオセンサーが開発されている。このセンサーは4つの要素、シアン蛍光タンパク質（CFP）、O-GlcNAc結合ドメイン（末端β-O-GlcNAcを結合するレクチンであるGafDベースのもの）、OGTの既知の基質であるCKIIペプチド、そして黄色蛍光タンパク質（YFP）が連結された構成をしている。CKIIペプチドがO-GlcNAc化されると、GafDドメインがO-GlcNAc部分に結合し、CFPとYFPが近接することでFRETシグナルが生じる。このシグナルは可逆的であるため、さまざまな処理に応答したO-GlcNAcのダイナミクスをモニターするために利用することができる。このセンサーは遺伝的に組み込むことができ、細胞内で使用することができる。また、局在化配列を付加することでこのセンサーを核、細胞質、細胞膜などへ標的化し、特定の区画でのO-GlcNAc化をモニターすることもできる。

### 質量分析
ウェスタンブロッティングなどの生化学的アプローチも特定のタンパク質がO-GlcNAc化されていることを支持するエビデンスとなるが、質量分析はO-GlcNAcの存在を示す最も信頼性の高いエビデンスとなりうる。質量分析を用いたグライコプロテオミクス研究は、O-GlcNAc修飾タンパク質の同定に寄与している。
O-GlcNAc化は目的のタンパク質全量に生じているわけではなく、また未修飾ペプチドの存在下ではイオンサプレッションが生じるため、通常は質量分析の前にレクチンや抗体による処理、化学タグの付加といったエンリッチメント工程が必要である。衝突誘起解離（CID）や高エネルギー衝突誘起解離（HCD）といったエネルギー衝突によるフラグメンテーション手法の条件下ではO-GlcNAcは不安定であるため、これらの手法単独ではO-GlcNAc修飾部位のマッピングは容易ではないが、HCDはN-アセチルヘキソサミンに特徴的なフラグメントイオンを生み出すため、O-GlcNAc化状態の検出に利用することができる。HCDを用いてマッピングを行うため、BEMAD法（β脱離とジチオトレイトールを用いたマイケル付加）による、不安定なO-GlcNAc修飾からより安定なマスタグへの変換が行われる場合がある。BEMAD法によってO-GlcNAcのマッピングを行う場合、リン酸化などセリン/スレオニンに対する他の翻訳後修飾が検出されないよう、試料のホスファターゼ処理が必要である。また、電子移動解離（ETD）はO-GlcNAcなどの翻訳後修飾に影響を与えることなくペプチド骨格の開裂を引き起こすため、この手法もマッピングに利用される。
従来のプロテオミクス研究ではフルスキャンスペクトル中で最も存在量の多いイオン種に対してタンデム質量分析（タンデムMS）が行われてきたため、存在量の少ないイオン種に対して十分な特性解析は行われていない。より標的化したプロテオミクスのための現在の戦略の1つとして、ジブロミドなどのアイソトープ標識を利用したO-GlcNAc化タンパク質に対するタグ付加が挙げられる。この手法を用いることで、低存在量のイオン種に対してもアルゴリズムによる検出が可能となり、その後のタンデムMSによる配列決定が可能となる。こうしたプローブの一例として、ビオチンアフィニティタグ、酸開裂性シラン、アイソトープを有するモチーフそしてアルキンから構成されるものなどがある。セリン/スレオニン残基が1つだけのペプチドでは修飾部位を一意にマッピングすることができる。

こうしたIsoTaG（isotope-targeted glycoproteomics）を用いた分析の一般的手順は次のようなものである。

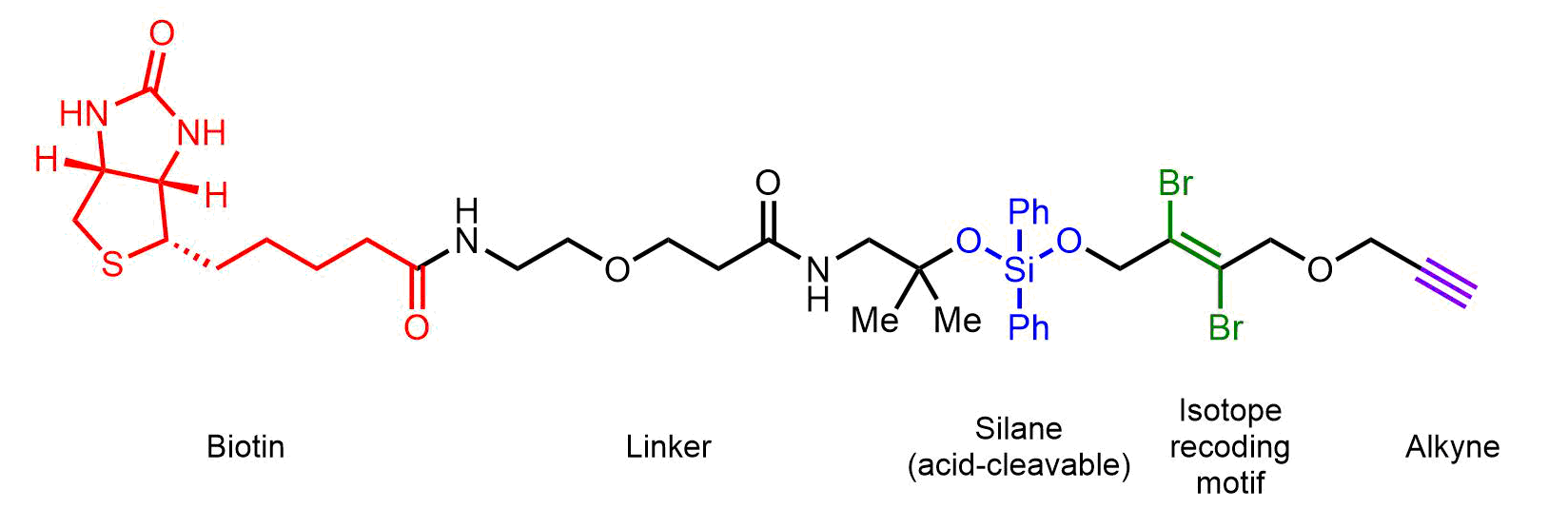
IsoTaGプローブの構造。ビオチンアフィニティータグ（赤）、リンカー（黒）、酸開裂性シラン（青）、固有の同位体特性をもたらすisotope recording motif（緑）、アルキン（紫）。

1. O-GlcNAz化によるO-GlcNAc代謝標識を行う
2. クリックケミストリーを用いて、O-GlcNAzとIsoTaGを連結する
3. ストレプトアビジンビーズを用いて、タグ付加タンパク質を濃縮する
4. ビーズをトリプシン処理し、非修飾ペプチドを除去する
5. 弱酸を用いてタグを開裂し、アイソトープ標識糖ペプチドをビーズから切り離す
6. アイソトープ標識糖ペプチドからフルスキャンスペクトルを得る
7. プローブ由来の固有の同位体特性を検出するアルゴリズムを適用する
8. アイソトープ標識イオン種に対してタンデムMSを行い、糖ペプチドのアミノ酸配列を得る
9. タンパク質データベースを用いて同定された配列を探索する

Differential isotopic labelingを用いたO-GlcNAcの定量的プロファイリングなど、他の方法論も開発されている。プローブは一般的に、ビオチンアフィニティータグ、（酸または光によって）開裂可能なリンカー、重いもしくは軽いアイソトープタグ、そしてアルキンという構成をしている。

## O-GlcNAcの操作
プロテオーム全体または特定のタンパク質に対してO-GlcNAcを操作する、さまざまな化学的・遺伝的手法が開発されている。

### 化学的手法
OGTとOGAの双方について、細胞内やin vivoで機能する低分子阻害剤が報告されている。OGT阻害剤はO-GlcNAcを全般的に低下させ、OGA阻害剤はO-GlcNAcを全般的に増加させる。こうした阻害剤は、特定のタンパク質に対するO-GlcNAc化のみを調節することはできない。
O-GlcNAc化レベルの低下には、ヘキソサミン生合成経路の阻害も利用することができる。例えば、グルタミンアナログであるアザセリンや6-ジアゾ-5-オキソ-L-ノルロイシン（DON）はGFATを阻害することができるが、こうした分子は他の経路に非特異的影響を及ぼす可能性もある。

### タンパク質合成
Expressed protein ligation（EPL）法により、部位特異的にO-GlcNAc修飾されたタンパク質を調製することができる。GlcNAc修飾セリン、スレオニン、システインを組み込むことができるペプチド固相合成法も存在する。

### 遺伝的手法

#### 部位特異的変異導入

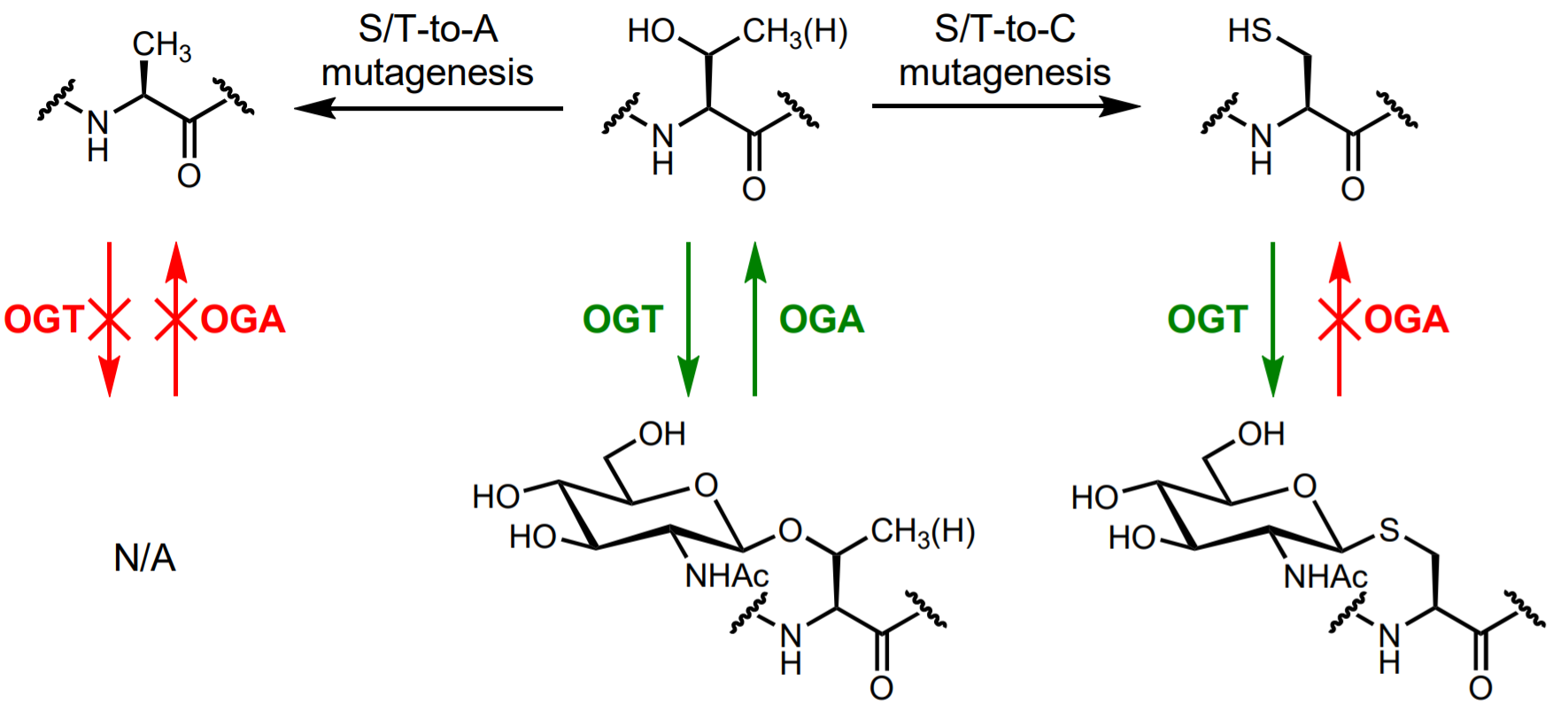
O-GlcNAc化を操作するための部位特異的変異導入。セリン/スレオニン（S/T）からアラニン（A）への変異は、その残基のO-GlcNAc化修飾を防ぐ。システイン（C）への置換はS-GlcNAc化修飾を作り出す。S-GlcNAcはO-GlcNAcの構造的アナログであるが、OGAによる加水分解が起こりにくい。

O-GlcNAc修飾セリン/スレオニン残基に対するアラニンへの部位特異的変異導入は、特定の残基のO-GlcNAcの機能の研究に利用される。アラニンの側鎖はメチル基であるためO-GlcNAc化部位として作用することはできず、その結果この部位のO-GlcNAcは完全に除去される。セリンやスレオニンのリン酸化は、負に帯電したカルボン酸側鎖を持つアスパラギン酸やグルタミン酸への置換で模倣することができる場合があるが、O-GlcNAcの性質を十分に再現することができる標準アミノ酸は存在しない。O-GlcNAcのかさ高さを模倣するためにトリプトファンへの置換が用いられることもあるが、トリプトファンはO-GlcNAcよりもはるかに疎水的である。また、変異導入は他の翻訳後修飾にも影響を及ぼす場合がある。例えば、セリン残基がリン酸化とO-GlcNAc化による二者択一的な修飾を受けている場合、アラニンへの置換はその双方が完全に失われることとなる。

##### S-GlcNAc
質量分析により、システイン残基の翻訳後修飾としてS-GlcNAcが同定されている。In vitroでの実験により、OGTはS-GlcNAcの形成を触媒することができるが、OGAはS-GlcNAcを加水分解できないことが示されている。以前の報告ではOGAはチオグリコシドを加水分解できることが示唆されていたが、この活性はアリールチオグリコシドであるpara-nitrophenol-S-GlcNAcに対して示されたのみであり、この物質はシステイン残基よりも脱離基の活性が高い。S-GlcNAcはO-GlcNAcの酵素学的に安定な構造モデルとして用いることができ、ペプチド固相合成や部位特異的導入によって組み込むことができる。

#### 改変OGT
ナノボディを付加し、TPRドメインの一部を除去した改変OGTがコードされたコンストラクトを用いることで、細胞内で近接したタンパク質に対して特異的にO-GlcNAc化を行うことができる。選択的なO-GlcNAc化は、標的タンパク質にGFPなどのタンパク質タグを付加し、そのタグを標的とするナノボディを用いることで行うことができる。また内在性タンパク質を標的としたナノボディが存在するのであれば、そうしたものも利用することができる。一例として、α-シヌクレインのC末端のEPEA配列を認識するナノボディを用いることで、α-シヌクレイン選択的なOGTの酵素活性をもたらすことが可能となっている。

## 機能

### アポトーシス
アポトーシスは制御された細胞死の一形態であり、O-GlcNAcによって調節されていることが示唆されている。さまざまながんにおいて、O-GlcNAcレベルの上昇によってアポトーシスが抑制されていることが報告されている。カスパーゼ-3、カスパーゼ-8、カスパーゼ-9はO-GlcNAc修飾を受けることが報告されている。カスパーゼ-8は切断/活性化部位の近傍が修飾され、O-GlcNAc修飾は立体障害によってカスパーゼ-8の切断と活性化を遮断している可能性がある。5S-GlcNAcを用いたO-GlcNAcの薬理学的低下はカスパーゼの活性化を加速する一方、thiamet-GによるO-GlcNAcの薬理学的上昇はカスパーゼの活性化を阻害する。

### エピジェネティクス

#### ライターとイレイザー
遺伝子をエピジェネティックに調節するタンパク質は、ライター（エピジェネティックな修飾を付加する）、リーダー（修飾を認識する）、イレイサー（修飾を除去する）へと分類されることが多い。これまでに、ライターとイレイサーに関してO-GlcNAc化が同定されている。PRC2の触媒メチルトランスフェラーゼサブユニットであるEZH2は複数の部位がO-GlcNAc化されることが知られており、PRC2複合体形成に先立ってEZH2を安定化し、またジ-、トリ-メチルトランスフェラーゼ活性を調節していると考えられている。TETファミリーのメンバー（TET1、TET2、TET3）は全て、O-GlcNAc修飾されることが知られている。O-GlcNAcはTET3の核外輸送を引き起こし、核からの除去によって酵素活性の低下をもたらしていることが示唆されている。また、HDAC1のO-GlcNAc化はHDAC1の活性化型リン酸化の増大と関連している。

#### ヒストンのO-GlcNAc化
クロマチンの主要なタンパク質構成要素であるヒストンタンパク質もO-GlcNAc修飾されることが知られている。O-GlcNAcは全てのコアヒストン（H2A、H2B、H3、H4）に同定されている。ヒストン上のO-GlcNAcの存在は遺伝子の転写に影響を与えるほか、アセチル化やモノユビキチン化など他のヒストン修飾にも影響を及ぼすことが示唆されている。TET2はOGTのTPRドメインと相互作用し、ヒストンへのOGTのリクルートを促進していることが報告されている。この相互作用はヒストンH2BのS112のO-GlcNAc化と関係しており、またその結果H2BのK120のモノユビキチン化へも影響を及ぼす。AMPKによるOGTのT444のリン酸化はOGTとクロマチンとの結合を阻害し、H2BのS112のO-GlcNAc化をダウンレギュレーションすることが知られている。

### 栄養センシング
ヘキソサミン生合成経路の産物であるUDP-GlcNAcは、OGTによるO-GlcNAc付加の触媒に利用される。この経路はアミノ酸、炭水化物、脂肪酸、ヌクレオチドなどさまざまな代謝産物の濃度に関する情報が統合されている。そのため、UDP-GlcNAcの濃度は細胞内の代謝産物濃度に対して感受性を示す。OGTの活性は部分的にはUDP-GlcNAcの濃度によって調節されており、細胞内の栄養素の状態とO-GlcNAc化は関連づけられている。
グルコースの枯渇はUDP-GlcNAc濃度の低下、そしてO-GlcNAcの一過的な低下を引き起こす。一方で直観に反するものの、O-GlcNAc化は後に大きくアップレギュレーションされる。この上昇はAMPKとp38 MAPKの活性化に依存していることが示されており、この効果の一部はOGTのmRNAとタンパク質濃度の上昇によるものである。また、この効果はカルシウムとCaMKIIに依存していることも示唆されている。活性化されたp38は、ニューロフィラメントHなど特定のタンパク質標的へOGTをリクルートする。ニューロフィラメントHはO-GlcNAc修飾によって可溶性が増大する。グルコース枯渇時には、グリコーゲンシンターゼがO-GlcNAc修飾され、その活性が阻害される。

### 酸化ストレス
酸化ストレスへの細胞応答に関係する転写因子であるNRF2は、O-GlcNAcによって間接的に調節されていることが知られている。CUL3依存的E3ユビキチンリガーゼ複合体のアダプタータンパク質であるKEAP1はNRF2の分解を媒介する。酸化ストレスはKEAP1のコンフォメーション変化をもたらし、NRF2の分解を抑制する。KEAP1のS104残基のO-GlcNAc修飾は、NRF2に対する効率的なユビキチン化とその後の分解に必要とされ、このようにO-GlcNAcと酸化ストレスは関連づけられている。グルコース枯渇はO-GlcNAcの低下をもたらし、NRF2の分解を低下させる。KEAP1のS104A変異体を発現している細胞はエラスチン誘発性のフェロトーシスに対して耐性を示し、S104残基のO-GlcNAcの除去によるNRF2濃度の増加と一致した作用がみられる。
O-GlcNAcの上昇は、肝臓における重要な抗酸化物質の1つであるグルタチオン合成の停止とも関係している。アセトアミノフェンの多量摂取は強力な酸化代謝産物であるNAPQIの肝臓への蓄積をもたらし、この物質はグルタチオンによって無毒化される。マウスでは、OGTのノックアウトはアセトアミノフェン誘発性の肝障害に対する保護効果を示し、thiamet-GによるOGAの阻害はアセトアミノフェン誘発性肝障害を悪化させる。

### タンパク質の凝集
O-GlcNAcはタンパク質凝集を遅らせることが知られているが、この現象がどの程度一般的なものであるかについては明らかではない。
ペプチド固相合成によって、T72残基にO-GlcNAc修飾を有する全長α-シヌクレインタンパク質が調製されている。チオフラビンTを用いた凝集アッセイや透過型電子顕微鏡観察によって、この修飾型α-シヌクレインは凝集体を容易には形成しないことが示されている。
変異タウタンパク質を発現するJNPL3トランスジェニックマウスに対するOGA阻害剤処理によってタウのO-GlcNAc化は増大し、神経原線維変化が低下することが脳幹の免疫組織化学的解析によって明らかにされている。また、組換え型O-GlcNAc化タウは未修飾のタウよりも凝集速度が遅いことが、in vitroでのチオフラビンS凝集アッセイで示されている。組換え発現によって調製したO-GlcNAc化TAB1と未修飾型との比較でも同様の結果が得られている。

### タンパク質のリン酸化

#### クロストーク
リン酸化部位とO-GlcNAc化部位が近接していたり重複していたりする例は多く知られている。O-GclNAc化とリン酸化はどちらもセリン・スレオニン残基に対して行われるため、これらの翻訳後修飾は互いに調節しあうことができる。一例としてCKIIαでは、S347のO-GlcNAc化がT344のリン酸化に拮抗することが示されている。相互的な阻害、すなわちリン酸化によるO-GlcNAc化の阻害やO-GlcNAc化によるリン酸化の阻害は、マウスのERβ、RNA pol II、タウ、p53、CaMKIV、p65、β-カテニン、α-シヌクレインなど他のタンパク質でも観察されている。これら2つの翻訳後修飾の間には正の協働性、すなわちリン酸化によるO-GlcNAc化の誘導やO-GlcNAc化によるリン酸化の誘導も観察されており、MeCP2やHDAC1で示されている。また、コフィリンなど他のタンパク質では、リン酸化とO-GlcNAc化が互いに独立して生じているものもある。
O-GlcNAc化の調節によりリン酸化に影響を及ぼす治療戦略も研究されている。例えば、タウのO-GlcNAc化レベルの上昇は、病理的な高リン酸化を阻害することで治療上のベネフィットをもたらす可能性がある。
O-GlcNAcはリン酸化以外にも、リジンのアセチル化やモノユビキチン化など他の翻訳後修飾にも影響を及ぼすことが知られている。

#### キナーゼ
プロテインキナーゼは、セリンやスレオニンのリン酸化を担う酵素である。O-GlcNAcは100種類以上のキナーゼ（ヒトのキノームの約20%）に同定されており、この修飾はキナーゼ活性や基質選択性の変化と関係していることが多い。
キナーゼがO-GlcNAcによって直接調節されている例は、2009年に初めて報告された。CaMKIVは複数の部位がグリコシル化されるが、S189が主要な部位であることが知られている。S189A変異体ではT200のリン酸化による活性化がより容易に生じるようになり、S189のO-GlcNAc化がCaMKIVの活性を阻害する役割を持っていることが示唆されている。ホモロジーモデリングでは、S189のO-GlcNAc化がATPの結合に干渉している可能性が示されている。
AMPKとOGTは互いを修飾していることが知られている。すなわち、AMPKはOGTをリン酸化し、OGTはAMPKをO-GlcNAc化する。分化C2C12筋管細胞では、AICAリボヌクレオチドによるAMPKの活性化はOGTの核内局在を伴い、その結果、核内のO-GlcNAcレベル化が上昇する。一方、こうした効果は増殖中の細胞や未分化の筋芽細胞では観察されない。AMPKによるOGTのT444のリン酸化は、OGTのクロマチンへの結合を遮断し、H2BのS112のO-GlcNAc化を低下させる。マウスの脂肪組織において、ヘキソサミン生合成経路へのグルコースフラックスを制御する酵素であるGFATの過剰発現は、AMPKの活性化、そしてその下流のACCの阻害、脂肪酸酸化の上昇をもたらすことが示されている。3T3L1培養脂肪細胞でのグルコサミン処理も同様の効果を示す。O-GlcNAcとAMPKの正確な関係は完全には理解されておらず、OGAの阻害はAMPKの活性化を阻害する、OGTの阻害もまたAMPKの活性化を阻害する、グルコサミン処理によるO-GlcNAcのアップレギュレーションはAMPKを活性化する、OGTのノックダウンはAMPKを活性化する、といったことが報告されている。こうした複雑な結果は、AMPK経路とO-GlcNAcの間にはさらに間接的なコミュニケーションが存在する、または細胞種特異的な効果が存在することを示唆している。
CKIIαは、S347のO-GlcNAc化によっての基質認識に変化が生じることが示されている。

#### ホスファターゼ
プロテインホスファターゼ1（PP1）のサブユニットであるPP1βとPP1γは、OGTと機能的な複合体を形成することが示されている。OGT免疫沈降試料は、合成リン酸化ペプチドに対して脱リン酸化とO-GlcNAc化を施す。この複合体はリン酸化修飾をO-GlcNAc修飾によって置き換える作用を有するため、"yin-yang complex"と呼ばれている。
MYPTはOGTと複合体を形成する他のプロテインホスファターゼサブユニットであり、MYPT自身もO-GlcNAc化される。MYPT1はOGTを特定の基質へ差し向ける役割を果たしているようである。

### タンパク質間相互作用
タンパク質のO-GlcNAc化はそのインタラクトームに変化を及ぼす。O-GlcNAcはきわめて親水的であるため、この修飾が存在することで疎水的なタンパク質間相互作用が妨げられる可能性がある。例えば、Sp1のO-GlcNAc化はdTAFII110（hTAFII130）との相互作用を妨げ、CREBのO-GlcNAc化はhTAFII130やCRTCとの相互作用を妨げる。
一部の研究では、O-GlcNAcによってタンパク質間相互作用が誘導される例が同定されている。ジアジリンを含有するO-GlcNDAzによる代謝標識を用いて、O-GlcNAcによって誘導されるタンパク質間相互作用を同定する試みが行われている。また、O-GlcNAc化の大まかなコンセンサス配列を基にした糖ペプチドをベイトとして用いることで、α-エノラーゼ、EBP1、14-3-3がO-GlcNAcのリーダーとして機能している可能性のある因子として特定されている。X線結晶構造解析により、14-3-3はリン酸化リガンドの認識を行う両親媒性の溝を介して、O-GlcNAcの認識も行っていることが示された。また、Hsp70はO-GlcNAcを認識するレクチンとして作用していることが提唱されている。O-GlcNAcはα-カテニンとβ-カテニンとの相互作用にも関与している。

### タンパク質の安定性と分解
Sp1やNup62は、翻訳と同時にO-GlcNAc化が行われることが明らかにされている。この修飾は翻訳とともに行われるユビキチン化を抑制し、新生ポリペプチドをプロテアソームによる分解から保護している。こうした現象が普遍的なものであるのか、それとも特定のタンパク質に対してのみ行われているものであるのかは明らかではない。
タンパク質のリン酸化は、その後の分解の標識として利用されることも多い。がん抑制タンパク質p53は、COP9シグナロソームを介したT155のリン酸化によって、プロテアソーム分解の標的となる。p53のS149のO-GlcNAc化は、T155のリン酸化の低下、そしてp53の分解からの保護と関係している。β-カテニンのO-GlcNAc化はT41のリン酸化と競合する。T41のリン酸化は分解のためのシグナルとなるため、O-GlcNAc化によってβ-カテニンは安定化される。
26SプロテアソームのRpt2ATPアーゼサブユニットのO-GlcNAc化は、プロテアソームの活性を阻害することが示されている。さまざまなペプチドを用いた実験により、この修飾は疎水的ペプチドの分解を遅らせる一方で、親水的ペプチドには影響を及ぼさないことが明らかにされている。この修飾は、cAMP依存性プロテインキナーゼによるRpt6のリン酸化など、プロテアソームの活性化をもたらす他の経路を抑制することも示されている。
ヒストンアセチルトランスフェラーゼドメインを欠くOGA-Sアイソフォームは脂肪滴に局在し、プロテアソームを局所的に活性化することで脂肪敵の表面タンパク質の再構成を促進する役割を果たしていることが提唱されている。

### ストレス応答
さまざまなストレス刺激がO-GlcNAcの変化と関係している。過酸化水素、塩化コバルト(II)、UV-B、エタノール、塩化ナトリウム、熱ショック、亜ヒ酸ナトリウム処理、これらは全てO-GlcNAcの増加をもたらす。OGTのノックアウトによって細胞は熱ストレスに対して感受性となる。O-GlcNAcの上昇は、Hsp40やHsp70の発現と関係している。

## 疾患との関係

### アルツハイマー病
多くの研究により、タウの異常なリン酸化がアルツハイマー病の特徴の1つとして特定されている。1996年には、ウシのタウのO-GlcNAc化の特性解析が初めてなされた。その後、2004年にはヒトの脳のタウもO-GlcNAc修飾されていることが示された。OGTを欠くマウスの脳では神経原線維変化（NFT）と関係するタウの高リン酸化が観察され、タウのO-GlcNAc化がタウのリン酸化を調節していることが実証された。脳試料の解析においては、アルツハイマー病患者の脳から単離された対らせん状細線維（paired helical fragment）を形成したタウは、従来のO-GlcNAc化検出手法では検出されない。このことは対照群の脳試料から単離されたタウと比較して、疾患の病因となるタウではO-GlcNAc化が損なわれていることを示唆している。そのため、タウのO-GlcNAc化の上昇がタウのリン酸化を低下させる治療戦略となることが提唱されている。

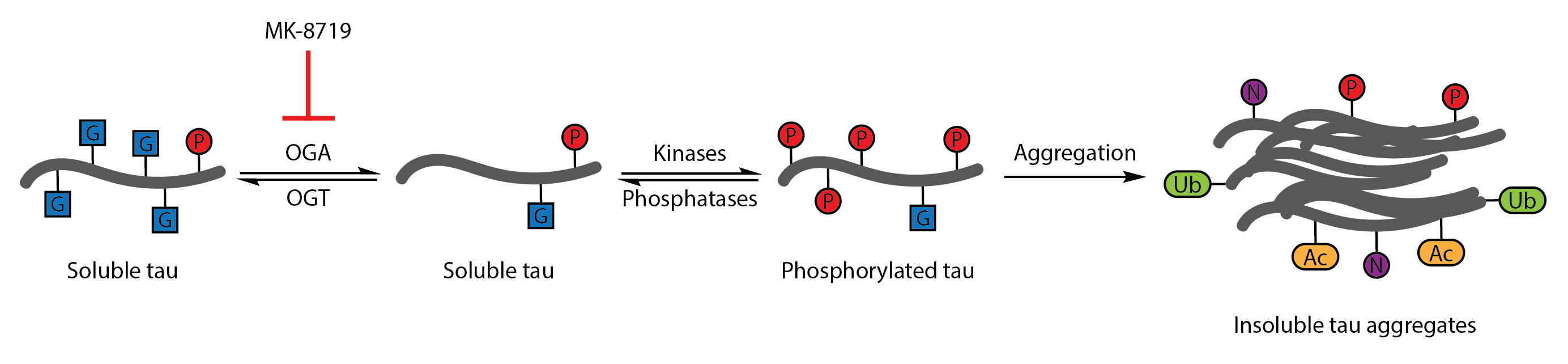
OGA阻害剤であるMK-8719は、タウのO-GlcNAc化レベルを高めることで凝集を抑制する。翻訳後修飾は、G: O-GlcNAc、P: リン酸化、Ub: ユビキチン化、Ac: アセチル化、N: ニトロ化を示している。

この仮説の検証のため、選択的かつ血液脳関門透過性のOGA阻害剤であるthiamet-Gが開発された。培養細胞、in vivo、健康なSprague-Dawleyラットにおいて、thiamet-G処理によってタウのO-GlcNAc化が高まり、タウのリン酸化が抑制されることが示された。その後の研究では、JNPL3トランスジェニックマウスモデルでもthiamet-G処理によってタウのO-GlcNAc化が高まることが示された。このモデルでは、タウのリン酸化には有意な影響は生じなかったが、NFTの数の減少と運動神経喪失の遅れが観察された。さらに、タウのO-GlcNAcが凝集を遅らせることがin vitroで示された。
MK-8719によるOGAの阻害は、アルツハイマー病や、進行性核上性麻痺などのタウオパチーに対する治療戦略として臨床試験が行われている。

### がん
O-GlcNAcの調節不全はがん細胞の増殖や腫瘍の成長と関係している。
解糖系の酵素PFK1はS529のO-GlcNAc化によって酵素活性が阻害され、解糖系のフラックスは低下してグルコースはペントースリン酸経路へ差し向けられる。構造モデリングと生化学的実験からは、S529のO-GlcNAc化はフルクトース-2,6-ビスリン酸によるアロステリックな活性化や、活性型へのオリゴマー化を阻害することが示唆されている。マウスモデルでは、PFK1のS529A変異体を発現する細胞を注入されたマウスは、野生型PFK1を発現する細胞を注入されたマウスよりも腫瘍成長が少ないことが示されている。さらに、後者の系ではOGTの過剰発現によって腫瘍成長が亢進するのに対し、変異型PFK1の系では有意な影響はみられない。低酸素条件はPFK1のS529のO-GlcNAc化を誘導し、ペントースリン酸経路のフラックスを増加させてNADPHをより多く産生させる。NADPHはグルタチオン濃度を維持し、活性酸素種を無毒化することでがん細胞の成長に有利さをもたらす。PFK1はヒトの乳がんや肺がんの組織でグリコシル化されていることが知られている。OGTはHIF-1αを正に調節することも報告されている。正常な酸素濃度条件下では、α-ケトグルタル酸を用いるプロリルヒドロキシラーゼを介してHIF-1αは分解される。OGTはα-ケトグルタル酸濃度を抑制し、HIF-1αをVHLによるプロテアソーム分解から保護し、好気性解糖を促進する。上の研究とは異なり、この研究ではOGTもしくはO-GlcNAcの増加はPFK1のアップレギュレーションをもたらすことが示されているが、O-GlcNAcレベルがペントースリン酸経路を介したフラックスと正の関係にあることは両研究で共通している。またこの研究では、O-GlcNAcの低下によって、小胞体ストレスによって誘発されるアポトーシスを介して、がん細胞が選択的に死滅することが示されている。
ヒト膵管腺がん（PDAC）細胞株は、ヒト膵管上皮（HPDE）細胞と比較してO-GlcNAcレベルが高い。PDAC細胞の生存はO-GlcNAcに依存しており、OGTのノックダウンによってPDAC細胞の増殖は選択的に阻害される（HDPE細胞の増殖には有意な影響を及ぼさない）。また、5S-GlcNAc処理でも同様の結果が得られている。PDAC細胞における高いO-GlcNAc化は抗アポトーシス作用をもたらしているようであり、カスパーゼ-3やカスパーゼ-9の切断と活性化が阻害される。NF-κBのp65サブユニットは多数の部位が動的にO-GlcNAc修飾されることが知られている。p65のT305やS319のO-GlcNAc化は、p300を介したK310のアセチル化、IKKを介したS536のリン酸化など、NF-κBの活性化と関係した他の修飾を正に調節している。こうした結果から、膵がんではNF-κBはO-GlcNAcによって恒常的に活性化されていることが示唆される。
さまざまな乳がん細胞株において、OGTによるEZH2の安定化によってがん抑制遺伝子の発現が阻害されていることが示されている。肝細胞がんモデルでは、HDAC1のO-GlcNAc化は活性化型リン酸化と関連しており、細胞周期の調節因子であるp21Waf1/Cip1や細胞の運動性の調節因子であるE-カドヘリンの発現を調節する。
乳がん細胞株では、OGTはSREBP-1を安定化してリポジェネシスを活性化することが示されている。この安定化作用はプロテアソームとAMPKに依存している。OGTのノックダウンは核内のSREBP-1の減少をもたらすが、MG132によるプロテアソームの阻害によってこの効果は遮断される。また、OGTのノックダウンはSREBP-1とE3ユビキチンリガーゼFBXW7との相互作用を強める。OGTのノックダウンに伴ってAMPKはT172のリン酸化によって活性化され、AMPKはSREBP-1のS372をリン酸化することでその切断と成熟を阻害する。AMPKヌル細胞株では、OGTのノックダウンによるSREBP-1濃度への影響は消失する。また、OGTのノックダウンによって腫瘍成長は阻害されるが、SREBP-1の過剰発現によってこの効果は部分的にレスキューされることがマウスモデルで示されている。これらの結果は、OGTのノックダウンや阻害がAMPKのT172のリン酸化を阻害し、リポジェネシスを高めることを示していた以前の研究とは対照的である。
乳がん細胞株や前立腺がん細胞株では、高レベルのOGTやO-GlcNAcは疾患の進行に関係する過程（血管新生、浸潤、転移など）と関連している。OGTのノックダウンまたは阻害によって転写因子FoxM1はダウンレギュレーションされ、細胞周期進行の阻害因子p27Kip1がアップレギュレーションされる（この因子はFoxM1依存的に発現するE3ユビキチンリガーゼの構成要素であるSkp2によって調節されている）ことで、細胞周期はG1期で停止する。この現象はFoxM1のプロテアソーム分解に依存しているようであり、FoxM1のデグロンを欠く変異体を発現することでOGTノックダウンの効果はレスキューされる。FoxM1はO-GlcNAc修飾によって直接調節されているわけではないことが示されており、FoxM1の調節因子の高O-GlcNAc化がFoxM1の分解を防いでいることが示唆される。OGTを標的化することで、FoxM1によって調節されている、がんの浸潤や転移に関係するタンパク質（MMP2やMMP9）や血管新生に関係するタンパク質（VEGF）も減少する。コフィリンのS108のO-GlcNAc修飾は乳がん細胞の浸潤に重要であることが報告されており、この修飾はコフィリンの浸潤突起への細胞内局在を調節している。

### 糖尿病
O-GlcNAc化の上昇は糖尿病と関連している。
膵臓のβ細胞はインスリンを合成して分泌し、血糖値を調節する。グルコサミン処理後のストレプトゾトシンによるOGAの阻害は、β細胞でのO-GlcNAcの蓄積とアポトーシスをもたらす。その後の研究において、ストレプトゾトシンのガラクトースアナログはOGAを阻害することはできないものの、アポトーシスは引き起こしうることが示され、ストレプトゾトシンのアポトーシス作用はOGAの阻害を直接的原因とするものではないことが示唆されている。
O-GlcNAc化はインスリンシグナルを減弱することが示唆されている。3T3-L1脂肪細胞では、PUGNAcによるOGAの阻害によってインスリンを介したグルコースの取り込みが阻害される。またPUGNAc処理は、インスリンによって刺激されるAktのT308のリン酸化とその下流のGSK3βのS9のリン酸化を阻害する。COS-7細胞はインスリン刺激によってOGTが細胞膜に局在することが示されている。ウォルトマンニンによるPI3Kの阻害はこの効果に対抗することから、この効果はPIP3に依存していることが示唆される。細胞を高グルコース濃度またはPUGNAc処理によってO-GlcNAc化レベルと高めることで、AktのT308のリン酸化と活性は阻害され、インスリンシグナルの減弱と関連するIRS1のS307やS632/S635のリン酸化は亢進する。アデノウイルスを用いてOGTを送達した実験では、OGTの過剰発現によってインスリンシグナルが負に調節されることがin vivoで示されている。β-カテニン、IR-β、IRS1、Akt、PDK1、PI3Kのp110αサブユニットなど、インスリンシグナル伝達経路の多くの構成要素が、直接O-GlcNAc修飾を受けることが知られている。また、インスリンシグナルはOGTのチロシンリン酸化と活性化をもたらし、O-GlcNAc化の上昇をもたらすことも報告されている。
PUGNAcはリソソームのβ-ヘキソサミニダーゼも阻害してしまうため、O-GlcNAcとインスリンシグナルとの関連をよりよく理解するためのOGA選択的阻害剤NButGTが開発されている。この研究では、AktのT308のリン酸化の変化を指標とした測定によって、PUGNAc処理によってインスリンシグナルは減弱するが、NButGT処理は影響しないことが示され、PUGNAcを用いて観察された効果はOGA阻害以外のオフターゲット効果である可能性が示唆されている。

### パーキンソン病
パーキンソン病はα-シヌクレインの凝集と関連している。α-シヌクレインはO-GlcNAc修飾によって凝集が阻害されることが知られており、α-シヌクレインのO-GlcNAc化を高めることがパーキンソン病の治療戦略の1つとして研究されている。

### 感染症

#### 細菌
グラム陰性菌の外膜の主要な構成要素であるリポ多糖（LPS）で処理することで、マクロファージ内のO-GlcNAc化レベルが上昇することが細胞モデルやマウスモデルで示されている。感染時には、細胞質基質のOGTはS-ニトロシル化が除去されて活性化される。DON処理によるO-GlcNAcの抑制はNF-κBのO-GlcNAc化と核移行を阻害し、下流のiNOSやIL-1β産生の誘導を阻害する。また、DON処理はLPS処理時の細胞生存を改善する。

#### ウイルス
O-GlcNAcは、インフルエンザAウイルス（IAV）によって誘発されるサイトカインストームに関与していることが示唆されている。具体的には、IRF5のS430のO-GlcNAc化はTRAF6との相互作用を促進することが細胞モデルやマウスモデルで示されている。TRAF6はIRF5に対するK63結合型ユビキチン化を媒介し、この修飾はIRF5の活性とその後のサイトカイン産生に必要である。IAV感染患者の臨床試料では血糖値が上昇しており、血糖値はIL-6やIL-8濃度と正の相関を示す。IAV感染患者の末梢血単核細胞は、IRF5のO-GlcNAc化も比較的上昇している。

### その他
ペプチド医薬品はその高い特異性と効力が魅力であるが、血清プロテアーゼによる分解が薬物動態上の問題となることが多い。O-GlcNAcは一般的には細胞内タンパク質にみられるものであるが、O-GlcNAc修飾によって改変したペプチド医薬品は血清安定性が向上することがマウスモデルで示されており、未修飾のペプチドと同等の構造と活性を有する。こうした手法は、GLP-1やPTHといったペプチドの改変に応用されている。

## 関連文献
- Zachara, Natasha; Akimoto, Yoshihiro; Hart, Gerald W. (2015), Varki, Ajit; Cummings, Richard D.; Esko, Jeffrey D.; Stanley, Pamela (eds.), "The O-GlcNAc Modification", Essentials of Glycobiology (3rd ed.), Cold Spring Harbor Laboratory Press, PMID 28876858.